# Indianapolis Colts 2024
La stagione 2024 degli Indianapolis Colts è stata la 72ª della franchigia nella National Football League, la 41ª ad Indianapolis, l'ottava sotto la dirigenza del general manager Chris Ballard e la seconda con Shane Steichen come capo-allenatore.

## Scelte nel Draft 2024
| Scelte dei Colts nel Draft 2024 |        |                 |       |              |
| Giro                            | Scelta | Giocatore       | Ruolo | College      |
| 1                               | 15     | Laiatu Latu     | DE    | UCLA         |
| 2                               | 52     | Adonai Mitchell | WR    | Texas        |
| 3                               | 79     | Matt Goncalves  | OT    | Pittsburgh   |
| 4                               | 117    | Tanor Bortolini | C     | Wisconsin    |
| 5                               | 142    | Anthony Gould   | WR    | Oregon State |
| 5                               | 151    | Jaylon Carlies  | LB    | Missouri     |
| 5                               | 164    | Jaylin Simpson  | S     | Auburn       |
| 6                               | 201    | Micah Abraham   | CB    | Marshall     |
| 7                               | 234    | Jonah Laulu     | DT    | Oklahoma     |

## Staff
| Staff degli Indianapolis Colts |
| --- |
| Organi dirigenziali - Proprietario – Jim Irsay - General manager – Chris Ballard - Assistente del general manager – Ed Dodds - Direttore dell'organico giocatori – Kevin Rogers Jr. - Direttore sportivo – Mike Bluem - Direttore del personale – Morocco Brown - Direttore degli osservatori del college – Matt Terpening - Direttore dello scouting professionale – Jon Shaw - Assistente del direttore degli osservatori del college – Jamie Moore - Osservatore senior – Todd Vasvari - Direttore dell'analitica sportiva – Greg Starek Capo allenatore - Capo-allenatore – Shane Steichen - Assistente al capo-allenatore – T.J. Ingels Altri allenatori - Preparatore atletico – Richard Howell - Scienze motorie/preparazione atletica – Doug McKenney - Assistente p.a. – Zane Fakes Allenatori dell'attacco - Coordinatore offensivo – Jim Cooter - Quarterback – Cam Turner - Running back – DeAndre Smith - Wide receiver – Reggie Wayne - Tight end – Tom Manning - Offensive line – Tony Sparano Jr. - Assistente offensive line – Chris Watt - Controllo qualità dell'attacco – Brian Bratton - Coordinatore del gioco su passaggi – Alex Tanney Allenatori della difesa - Coordinatore difensivo – Gus Bradley - Defensive line – Charlie Partridge - Assistente defensive line – Matt Raich - Linebacker – Richard Smith - Assistente linebacker – Cato June - Defensive back – Ron Milus - Assistente defensive back – Justin Hamilton - Controllo qualità della difesa – Brent Jackson Allenatori dello special team - Coordinatore dello special team – Brian Mason - Assistente dello special team – Joe Hastings |

## Roster
| Roster degli Indianapolis Colts |
| --- |
| Quarterback - 5 Anthony Richardson - 15 Joe Flacco - 4 Sam Ehlinger Running Back - 28 Jonathan Taylor - 27 Trey Sermon - 31 Tyler Goodson Wide Receiver - 11 Michael Pittman - 14 Alec Pierce - 1 Josh Downs - 16 Ashton Dulin - 10 Adonai Mitchell - 6 Anthony Gould Tight End - 81 Mo Alie-Cox - 83 Kylen Granson - 86 Will Mallory - 85 Andrew Ogletree Offensive Linemen - 79 Bernhard Raimann T - 72 Braden Smith T - 73 Blake Freeland T - 71 Matt Goncalves T - 56 Quenton Nelson G - 75 Will Fries G - 60 Tanor Bortolini G - 68 Dalton Tucker G - 78 Ryan Kelly C - 63 Danny Pinter C Defensive Linemen - 51 Kwity Paye DE - 94 Tyquan Lewis DE - 54 Dayo Odeyingbo DE - 55 Isaiah Land DE - 97 Laiatu Latu DE - 99 DeForest Buckner DT - 90 Grover Stewart DT - 96 Taven Bryan DT - 95 Adetomiwa Adebawore DT - 98 Raekwon Davis DT Linebacker - 45 E.J. Speed OLB - 41 Grant Stuard OLB - 57 Jaylon Carlies OLB - 44 Zaire Franklin MLB - 50 Segun Olubi MLB Defensive Back - 23 Kenny Moore CB - 29 Julius Brents CB - 40 Jaylon Jones CB - 21 Dallis Flowers CB - 33 Samuel Womack CB - 20 Nick Cross FS - 25 Rodney Thomas II FS - 43 Trevor Denbow FS - 32 Julian Blackmon SS Special Team - 7 Matt Gay K - 46 Luke Rhodes LS - 8 Rigoberto Sanchez P Lista delle riserve - 66 Ryan Coll C - 62 Wesley French C (IR) - 52 Samson Ebukam DE (IR-DRF) - 59 Cameron McGrone LB (IR-DRF) - 31 Daniel Scott S (IR) - 9 Juwann Winfree WR - 80 Jelani Woods TE (IR) Squadra di allenamento - 93 McTelvin Agim DT - 58 Austin Ajiake LB - 47 Liam Anderson LB - 92 Genard Avery DE - 8 Jason Bean QB - 42 Marcel Dabo S - 26 Evan Hull RB - 35 Chris Lammons CB - 91 Titus Leo DE - 65 Atonio Mafi G - 49 Sean McKeon TE - 2 D.J. Montgomery WR - 3 Spencer Shrader K - 30 Jaylin Simpson CB - 37 Ameer Speed CB - 7 Laquon Treadwell WR Roster aggiornato al 31 agosto 2024 53 attivi, 7 inattivi, 16 nella squadra di allenamento |
| Legenda - I rookie sono in corsivo. - Il primo ruolo è il principale mentre gli eventuali successivi indicano i ruoli secondari. - (IR) sta per Injured Reserve ed indica la lista ristretta per un solo giocatore infortunato che può tornare ad allenarsi dopo la settimana 6 e a rientrare in prima squadra dopo che questa ha giocato 8 partite. - (NF-Inj.) / (NF-Ill.) stanno rispettivamente per Non-Football Injured e Non-Football Illness ed indicano le liste dove viene inserito un giocatore che ha un infortunio o una malattia non dipendente dal football americano. - (PUP) sta per Physically Unable to Perform ed indica la lista dove viene inserito un giocatore mentre è in attesa di recuperare la condizione fisica. Nella stagione regolare dopo la sesta partita giocata dalla propria squadra, il giocatore ha tempo tre settimane per riprendere ad allenarsi, più tre settimane aggiuntive dal suo rientro agli allenamenti per rientrare in prima squadra. |

## Precampionato
Il 15 maggio 2024 furono annunciate le gare del precampionato.
| Stagione regolare |           |           |                      |           |        |                   |              |         |
| Settimana         | Data      | Ora (ET)  | Avversario           | Risultato | Record | Stadio            | TV           | Sintesi |
| 1                 | 11 agosto | 1:00 p.m. | Denver Broncos       | S 30-34   | 0-1    | Lucas Oil Stadium | Fox 59 (Fox) | Sintesi |
| 2                 | 17 agosto | 7:00 p.m. | Arizona Cardinals    | V 21-13   | 1-1    | Lucas Oil Stadium | CBS 4 (CBS)  | Sintesi |
| 3                 | 22 agosto | 8:00 p.m. | @ Cincinnati Bengals | V 27-14   | 2-1    | Paycor Stadium    | Prime Video  | Sintesi |

## Stagione regolare

### Calendario
Il calendario della stagione regolare fu reso noto il 15 maggio 2024. Data e orario della gara di settimana 18 furono definiti il 29 dicembre, subito dopo lo svolgimento del diciassettesimo turno.
| Stagione regolare |                    |                    |                         |                    |                    |                            |                    |                    |
| Settimana         | Data               | Ora (ET)           | Avversario              | Risultato          | Record             | Stadio                     | TV                 | Sintesi            |
| 1                 | 8 settembre        | 1:00 p.m.          | Houston Texans          | S 27-29            | 0-1                | Lucas Oil Stadium          | CBS                | Sintesi            |
| 2                 | 15 settembre       | 1:00 p.m.          | @ Green Bay Packers     | S 10-16            | 0-2                | Lambeau Field              | Fox                | Sintesi            |
| 3                 | 22 settembre       | 1:00 p.m.          | Chicago Bears           | V 21-16            | 1-2                | Lucas Oil Stadium          | CBS                | Sintesi            |
| 4                 | 29 settembre       | 1:00 p.m.          | Pittsburgh Steelers     | V 27-24            | 2-2                | Lucas Oil Stadium          | CBS                | Sintesi            |
| 5                 | 6 ottobre          | 1:00 p.m.          | @ Jacksonville Jaguars  | S 34-37            | 2-3                | EverBank Stadium           | CBS                | Sintesi            |
| 6                 | 13 ottobre         | 1:00 p.m.          | @ Tennessee Titans      | V 20-17            | 3-3                | Nissan Stadium             | CBS                | Sintesi            |
| 7                 | 20 ottobre         | 1:00 p.m.          | Miami Dolphins          | V 16-10            | 4-3                | Lucas Oil Stadium          | Fox                | Sintesi            |
| 8                 | 27 ottobre         | 1:00 p.m.          | @ Houston Texans        | S 20-23            | 4-4                | NRG Stadium                | CBS                | Sintesi            |
| 9                 | 3 novembre         | 8:20 p.m.          | @ Minnesota Vikings (S) | S 13-21            | 4-5                | U.S. Bank Stadium          | CBS                | Sintesi            |
| 10                | 10 novembre        | 1:00 p.m.          | Buffalo Bills           | S 20-30            | 4-6                | Lucas Oil Stadium          | CBS                | Sintesi            |
| 11                | 17 novembre        | 1:00 p.m.          | @ New York Jets         | V 28-27            | 5-6                | MetLife Stadium            | CBS                | Sintesi            |
| 12                | 24 novembre        | 1:00 p.m.          | Detroit Lions           | S 6-24             | 5-7                | Lucas Oil Stadium          | Fox                | Sintesi            |
| 13                | 1º dicembre        | 1:00 p.m.          | @ New England Patriots  | V 25-24            | 6-7                | Gillette Stadium           | CBS                | Sintesi            |
| 14                | Settimana di pausa | Settimana di pausa | Settimana di pausa      | Settimana di pausa | Settimana di pausa | Settimana di pausa         | Settimana di pausa | Settimana di pausa |
| 15                | 15 dicembre        | 4:25 p.m.          | @ Denver Broncos        | S 13-31            | 6-8                | Empower Field at Mile High | CBS                | Sintesi            |
| 16                | 22 dicembre        | 1:00 p.m.          | Tennessee Titans        | V 38-30            | 7-8                | Lucas Oil Stadium          | CBS                | Sintesi            |
| 17                | 29 dicembre        | 1:00 p.m.          | @ New York Giants       | S 33-45            | 7-9                | MetLife Stadium            | Fox                | Sintesi            |
| 18                | 5 gennaio          | 1:00 p.m.          | Jacksonville Jaguars    | V 26-23 (DTS)      | 8-9                | Lucas Oil Stadium          | Fox                | Sintesi            |

Note:
- Gli avversari della propria division sono in grassetto.
- Il simbolo "@" indica una partita giocata in trasferta.
- (S) indica il Sunday Night Football.

## Premi

### Premi settimanali e mensili
- Jaylon Jones:

difensore della AFC della settimana 3
- Rigoberto Sanchez:

giocatore degli special team della AFC della settimana 6
- Jonathan Taylor:

giocatore offensivo della AFC della settimana 16
running back della settimana 16